# Bulbophyllum perpusillum
Bulbophyllum perpusillum là một loài phong lan thuộc chi Bulbophyllum.